# Hermaios
Hermaios – król Indo-Greków panujący w latach ok. 90–70 p.n.e., ostatni grecki władca kontrolujący Paropamisadę.
Jego państwo przetrwało do około 70 p.n.e., kiedy to upadło pod naporem koczowniczych plemion Yuezhi. Znane są liczne pośmiertne edycje monet Hermaiosa, wybijane przez zdobywców. W zbarbaryzowanej i mocno zniekształconej formie były one emitowane jeszcze przez panującego w połowie I wieku króla Kuszanów Kujulę Kadphisesa.
Na części monet Hermaios przedstawiony jest w towarzystwie królowej Kalliope, przypuszczalnie swojej żony. Wspólny portret dał asumpt do przypuszczeń o znaczącej roli królowej w relacjach między państewkami greko-indyjskimi. Być może był to znak, że małżeństwo Hermaiosa i Kalliope pogodziło zwaśnione rody Eukratydesa i Eutydemosa.
Gwałtowne dyskusje wywołuje jeden z rozdziałów chińskiej Księgi Hanów. Mowa jest w niej o władcy imieniem Yīnmòfù (chiń. 陰末赴), który dzięki pomocy chińskiego generała Wen Zhonga pokonał Wūtóuláo (chiń. 烏頭勞, utożsamiany z królem Indo-Scytów Spalirisesem), zajął jego kraj Jìbīn (chiń. 罽賓, przypuszczalnie Kabul) i rządził odtąd w nim jako wasal Chin. Wielu badaczy, m.in. W.W. Tarn, utożsamiało Yinmofu z Hermaiosem. Ponieważ wspomniany ustęp Hanshu odnosi się do czasów cesarza Han Yuandi (48–33 p.n.e.), wymaga to rewizji chronologii i przesunięcia daty upadku państwa greckiego w Paropamisadzie o kilkadziesiąt lat. Przeciwnicy tej hipotezy uważają, że odnosi się ona do walk wewnętrznych wśród plemion koczowniczych, a Yinmofu był w rzeczywistości np. jednym z władców Saków a nie Hermaiosem.